# Улица Гусева (Кронштадт)
Улица Гусева — улица в Кронштадте. Соединяет улицу Комсомола с Осокиной улицей параллельно Советской. Уличный проезд обрывается в дворовых территориях между улицами Широкой и Карла Либкнехта.
Протяжённость магистрали — 360 метров.

## История
Заложена в начале XVIII века как Высокая улица на Горе и просуществовала под этим названием до 1918 года, когда была переименована во 2-ю Высокую улицу. 21 января 1925 года улица получила своё нынешнее название. Названа в честь И. П. Гусева.

## Здания и сооружения
- Дом № 1 — трёхэтажный дом Синебрюхова 1835 года постройки, авторство архитектора не установлено. Выявленный памятник культурного наследия[4].

## Пересечения
С востока на запад:
- улица Комсомола
- Осокина улица